# 阿倫·馬田
阿倫·馬田（英語：Alan Martin，1989年1月1日—），出生在蘇格蘭格拉斯哥，是一名蘇格蘭足球員，司職門將，現時效力英甲球會克魯。這名蘇格蘭U21的門將被外界認為前途一遍光明。

## 球會生涯

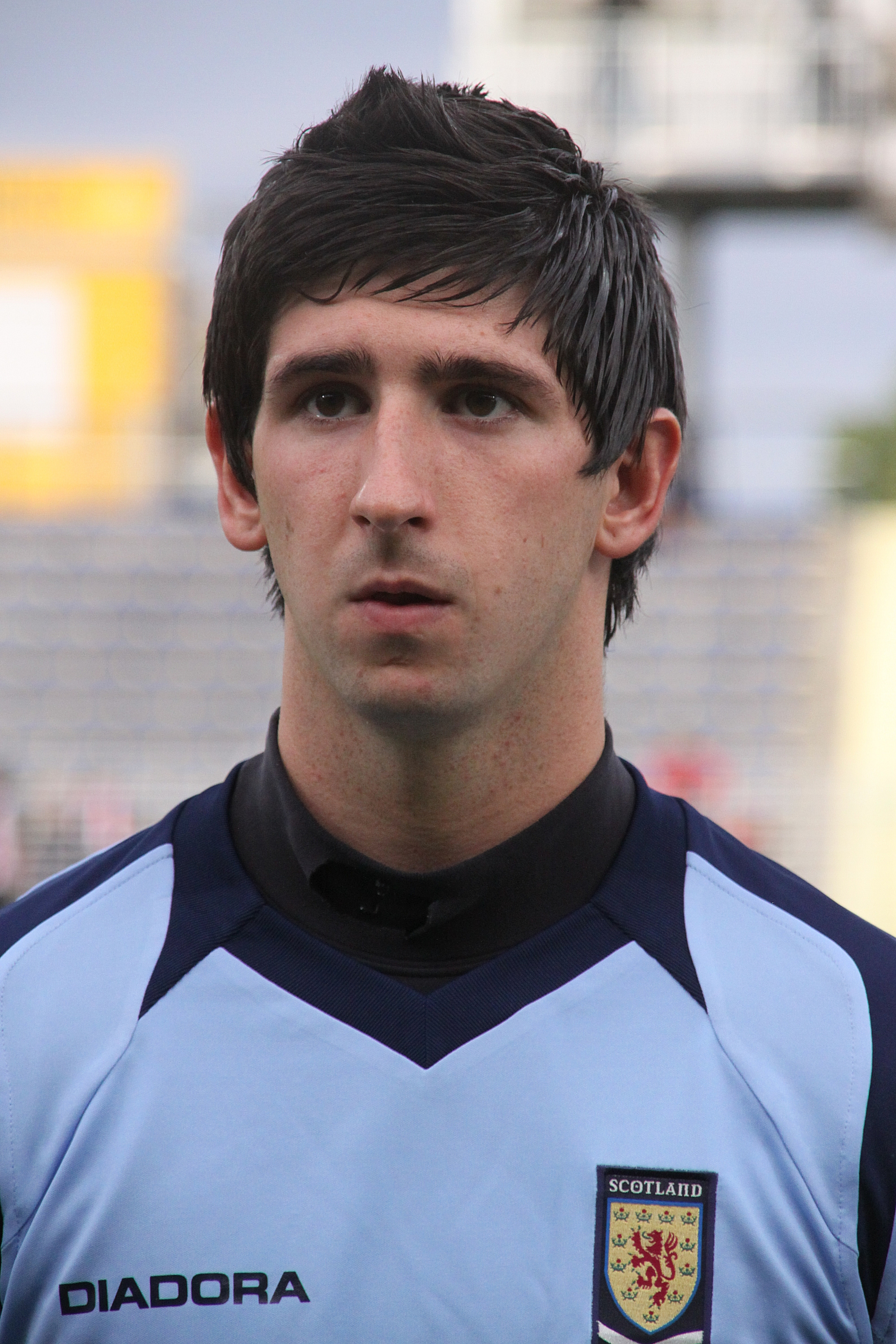
穿上了蘇格蘭U21球衣的馬田

馬田的足球生涯在馬瑟韋爾開始，雖然他並沒有代表球會在任何正式比賽中上陣，但卻吸引了其他球會的注意。
列斯聯
儘管，馬田一度被指會轉投格拉斯哥流浪，不過他最終在2007/08球季轉投英格蘭球會列斯聯。
2008年9月，雖然馬田並沒有代表球會上陣，但球會卻與其續約，及後他被球會外借至全國聯球會巴羅，以爭取更多的正選經驗。他在效力巴羅期間，球會延長了他的借用期達整個球季，而他亦成為球迷的寵兒。2009年1月3日，馬田在足總杯第三圈對英超球會米杜士堡的賽事結束後獲評為最佳球員，並且受到時任代理領隊戴夫·拜利斯的特別讚揚。臨近球季結束時，馬田受到傷患困擾，上陣次數亦因已漸減。
儘管，從種種跡象中顯示，馬田大有機會在2009/10球季會成為列斯聯的主力球員，但他最終被再次被外借，加盟了英乙球會阿克寧頓直至2010年1月。馬田在揭幕戰對洛達咸的賽事中首次代表阿克寧頓在聯賽上陣。他一直與伊恩·鄧巴雲競逐正選門將的位置。2009年10月27日，由於列斯聯門將沙恩·希捷士受傷以及借將法蘭·費丁回到布力般流浪的關係，使球會縮短了馬田的借用期，讓他得已在對布里斯托流浪的賽事開始前歸隊。
2010年8月4日，馬田再次被球會外借至巴羅直至2011年1月。

## 國際賽生涯
2008年11月，馬田在對北愛爾蘭U21的賽事中首次代表蘇格蘭U21在國際賽場上亮相，儘管他上陣9分鐘後便受傷離場，但在以後的球賽中他亦是蘇格蘭U21的頭號門將。

## 外部連結
- 足球数据库：阿倫·馬田的球员统计数据